# Tuhár
Tuhár – wieś (obec) na Słowacji położona w kraju bańskobystrzyckim, w powiecie Łuczeniec. Pierwsze wzmianki o miejscowości pochodzą z roku 1573. 
Według danych z dnia 31 grudnia 2012, wieś zamieszkiwało 370 osób, w tym 192 kobiety i 178 mężczyzn.
W 2001 roku rozkład populacji względem narodowości i przynależności etnicznej wyglądał następująco:
- Słowacy – 98,87%
- Czesi – 0,45%
- Niemcy – 0,23%

Ze względu na wyznawaną religię struktura mieszkańców kształtowała się w 2001 roku następująco:
- Katolicy rzymscy – 93,68%
- Ewangelicy – 2,93%
- Ateiści – 1,13%
- Nie podano – 1,35%